# Van Geen

Geslachtswapen (1831)

Van Geen is een Nederlandse adellijke familie, afkomstig uit Gent die veel militairen voortbracht.

## Geschiedenis
De bewezen stamreeks begint met Anthonius van Ghent (1699-1778), zoon van een militair die in 1736 poorter van Gent werd. Zijn kleinzoon Josephus Jacobus (1775-1846) trad in Nederlandse militaire dienst. Hij werd in 1831 verheven in de Nederlandse adel met de titel van baron bij eerstgeboorte. Telgen werden behalve militair ook bestuurder en ambassadeur.

## Enkele telgen
- Josephus Jacobus baron van Geen (1775-1846), generaal
  - Mattheus baron van Geen (1801-1866), generaal
    - Alexander James baron van Geen (1833-1913), officier Marine, laatstelijk kapitein
      - François Marie Leon baron van Geen (1866-1944), zeevaarder, kanselier der Nederlandse Orden
        - jhr. Alexander van Geen (1903-1942), officier Marine, gesneuveld in de Slag in de Javazee
          - drs. François Marie Leon baron van Geen (1933), oud-ambassadeur

      - jhr. Jan Alexander van Geen (1868-1945), luitenant-ter-zee 2e klasse, burgemeester van Valkenburg (Limburg), Weerselo en Wijk bij Duurstede
        - jhr. James Alexander Paul Charles van Geen (1908-1958)
          - jkvr. dr. Vivien Marie Constance van Geen (1946), oud-politicus

      - jhr. Mathieu Lambert van Geen (1883-1970), officier Marine, laatstelijk luitenant-ter-zee 1e klasse, burgemeester van Waardenburg en Putten (Gelderland)
        - jkvr. Maria Constantia Johanna van Geen (1922-1993); trouwde in 1950 met mr. Frank Wolfaert Boudewijn baron van Lynden (1918-2000), advocaat en voorzitter van de Hoge Raad van Adel

  - jkvr. Antonetta Josephina van Geen (1809-1862); trouwde in 1833 met dr. Louis Philippe Jacob Snabilié (1797-1865), generaal-majoor